# Плешков, Михаил Михайлович (младший)
Михаил Михайлович Плешков (6 (18) марта 1885, Белосток, Царство Польское, Российская империя, — 12 ноября 1956, Нью-Йорк, США) — российский генерал-майор. Был одним из лучших спортсменов-конников России и выступал в составе российской сборной на Олимпийских играх 1912 года.

## Биография
Сын генерала от кавалерии М. М. Плешкова. В июле 1902 года окончил Полоцкий кадетский корпус и был выпущен юнкером в Николаевское кавалерийское училище, которое окончил в 1904 году. Служил корнетом в лейб-гвардии Кирасирском Её Величества полку.
С первого года службы участвовал в различных конных состязаниях Петербурга. Вскоре начал выезжать на соревнования в Москву, Варшаву и Вену и выдвинулся в ряды первоклассных наездников.
В 1908 году произведен в поручики и занял должность полкового адъютанта.
В 1912 году выступал в составе российской сборной на Олимпийских играх в Стокгольме. В индивидуальном конкуре занял 21-е место, в командном — 5-е.
Впоследствии вспоминал:
Наше участие было неудачно. Главными причинами были неподготовленность и импровизация команд. Так, например: футбольная команда была собрана из лучших игроков всей России, никогда не игравших вместе. Конечно, она была немедленно побита командой, которая играла всегда в постоянном составе. Так же было сделано и с конной группой. Родзянко и Эксе уехали в Лондон с лучшими лошадьми, а генерал Безобразов, поставленный во главе конного спорта, кликнул клич по всей русской коннице. Появились ездоки, которые никогда, даже в России, не принимали участия в такого рода состязаниях. От Офицерской кавалерийской школы не было ни одного желающего принять участие в их любимом спорте — выездке лошади.
В том же году произведен в штабс-ротмистры и назначен начальником полковой учебной команды.
В следующем году стал ординарцем великого князя Николая Николаевича. В том же году стал чемпионом Первой российской олимпиады в конкуре, а также завоевал серебряную медаль в выездке и бронзовую в первенстве на строевых лошадях. Кроме этого, в составе российской сборной (вместе с Павлом Родзянко и Дмитрием фон Эксе), в Лондоне выиграл золотой кубок короля Эдуарда VII, самый престижный в ту пору среди наездников (в 1914 году сборная в том же составе снова выиграла кубок). Затем был причислен к Главному управлению государственного коннозаводства и находился в распоряжении генерала Николая Винтулова.
После начала Первой мировой войны служил в пятом эскадроне лейб-гвардии Уланского Его Величества полка. В конце 1915 года был произведен в ротмистры и переведен в Нарвский 13-й гусарский полк подполковником, где был назначен командиром четвертого эскадрона.
В 1916 году произведен в полковники. С 30 января (12 февраля) 1917 года — командир стрелкового полка 13-й кавалерийской дивизии. 30 июля (12 августа) стал командиром Кинбурнского 7-го драгунского полка, а 28 сентября (11 октября) — стрелкового полка 13-й кавалерийской дивизии.
В марте 1918 года вернулся с фронта в Харбин с частями Уссурийской казачьей дивизии генерал-майора Бориса Хрещатицкого.
Участник Белого движения на Дальнем Востоке России. 4 июня 1919 года допущен к исполнению должности начальника инструкторской школы во Владивостоке. Генерал-майор (1919 или 1920). Летом 1920 года находился в Харбине. Последний начальник учебно-инструкторской школы на острове Русском (до октября 1922).
Затем эмигрировал в Китай, а в 1927 году — в США. Сначала преподавал верховую езду в школе князя Бориса Волконского, а потом открыл собственную школу в Уэстчестере.
Состоял в объединении лейб-гвардейского Кирасирского полка.
Умер 12 ноября 1959 года в Нью-Йорке.
В 1959 году посмертно в Мюнхене вышла книга М. М. Плешкова «Мои воспоминания».

## Награды
- орден Святой Анны 4-й степени (ВП 19.11.1914)
- орден Святого Владимира 4-й степени с мечами и бантом (ВП 27.09.1915)
- орден Святого Станислава 2-й степени с мечами (утв. ПАФ 23.03.1917)